# Ваштиали
Ваштиали (груз. ვაშტიალი) — село в Грузии, на территории Озургетского муниципалитета края (мхаре) Гурия.

## География
Село находится в западной части Грузии, к востоку от реки Чолоки, на расстоянии приблизительно 3 километров (по прямой) к югу от города Озургети, административного центра муниципалитета. Абсолютная высота — 246 метров над уровнем моря.

## Население
По результатам официальной переписи населения 2014 года, в Ваштиали проживало 43 человека (19 мужчин и 24 женщины). В национальной структуре населения грузины составляли 100 %.
| Год  | Население, человек |
| ---- | ------------------ |
| 2002 | 131                |
| 2014 | ↘ 43               |